# Pseudamathes
Pseudamathes là một chi bướm đêm thuộc họ Noctuidae.